# خايمي كاربونيل
خايمي كاربونيل (بالإسبانية: Jaime Carbonell؛ بالإنجليزية: Jaime Carbonell) هو أستاذ جامعي وعالم حاسوب أوروغواياني أمريكي، ولد في 29 يوليو 1953 في مونتفيدو في الأوروغواي.